# Leôncio de Antioquia
Leôncio de Antioquia, dito Eunuco (Castratus), foi o bispo de Antioquia entre 345 e 350 ou entre 344 e 357, dependendo da fonte. Ele era um seguidor da doutrina de Luciano de Antioquia, considerado um dos precursores de Ário e um ariano.

## Vida e obras
A maior parte do que sabemos sobre Leôncio vem da História Eclesiástica de Teodoreto. Segundo ele, Leôncio era frígio teria se castrado para poder viver com uma mulher chamada Eustolia sem ser acusado de atos pecaminosos, uma história que Teodoreto reputa a Atanásio e que teria provocado a sua deposição do presbiterato. Apesar de não declarar abertamente, Leôncio era um ariano convicto e o demonstrou por seus atos, principalmente negando o avanço dos fiéis ortodoxos e promovendo os arianos, como fez em 350, quando ordenou Aécio de Antioquia, o grande líder do anomoeanismo. Por conta dos protestos de Flaviano e Diodoro, ortodoxos, ele acabou suspendendo Aécio, mas continuou favorecendo-o quando possível.
Segundo Teodoreto, Flaviano e Diodoro introduziram o canto antifonal em Antioquia e, a convite de Leôncio, ele passou a ser celebrado nas igrejas, um costume que rapidamente se espalhou por todo o Império.